# Bismarckstraße 61 (Heilbronn)

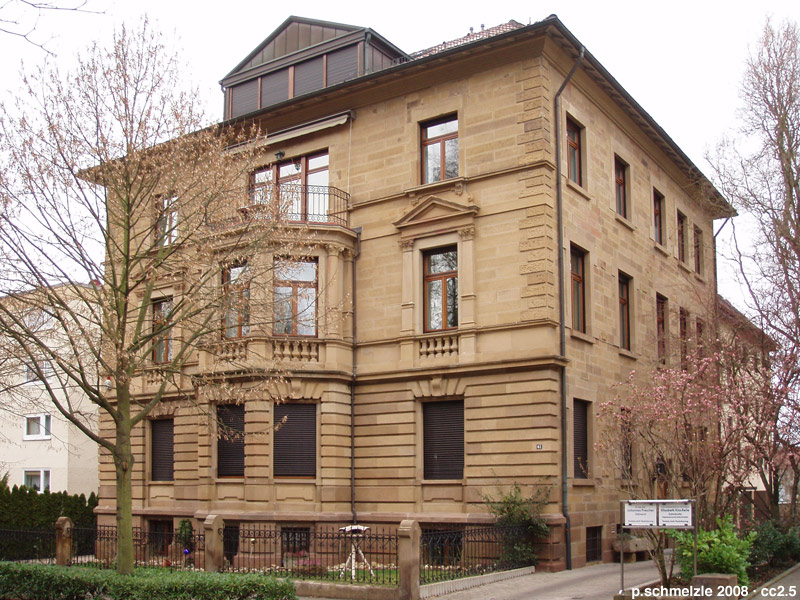
Haus Bismarckstraße 61

Das Haus Bismarckstraße 61 in Heilbronn ist ein Kulturdenkmal. Der denkmalgeschützte Werkstein-Bau in Formen der Neorenaissance wurde 1895 bis 1899 als Dreifamilienhaus für gehobene Ansprüche mit Vorgarten erbaut. Er diente der Rentiersfrau Berta Hitzker als Kapitalanlage.